# Hans-Caspar Gattiker
Hans-Caspar Gattiker (* 1975 in Zürich) ist ein Schweizer Schauspieler.

## Leben
Hans-Caspar Gattiker absolvierte von 1999 bis 2003 sein Schauspielstudium an der Hochschule für Musik und Theater «Felix Mendelssohn Bartholdy» in Leipzig. Während seines Studiums spielte er von 2001 bis 2003 am Studio des Staatsschauspiels Dresden.
Von 2003 bis 2007 war er festes Ensemblemitglied am Deutschen Theater Göttingen. 2005 wurde er mit dem Nachwuchsförderpreis des Deutschen Theaters Göttingen ausgezeichnet. In der Spielzeit 2007/08 gastierte er am Schauspielhaus Hamburg, wo er u. a. der «Der Verurteilte» in einer Bühnenfassung der Kafka-Erzählung In der Strafkolonie war. Ab der Spielzeit 2009/10 bis 2016 war er fest am Stadttheater Luzern engagiert. Er gastierte u. a. am Theater Erlangen (Spielzeit 2008/09, als Peer Gynt, Regie: Philip Stemann) und am Thalia Theater in der Gaußstraße.
Zu seinen wichtigen Bühnenrollen gehörten u. a. Marquis von Posa in Don Karlos (2005, Deutsches Theater Göttingen, Regie: Jens Schmidl), Graf Wetter von Strahl in Das Käthchen von Heilbronn (2007–2009, Deutsches Theater Göttingen, Regie: Mark Zurmühle), Che in Evita (Deutsches Theater Göttingen, Regie: Tobias Bonn), Gunnar in Helden auf Helgeland (2007–2008, Deutsches Schauspielhaus Hamburg, Regie: Roger Vontobel), Woyzeck im Musical von Tom Waits (Theater Luzern, Premiere: Spielzeit 2009/10, Regie: Andreas Herrmann), die Titelrolle in Peer Gynt (Theater Luzern, Spielzeit 2010/11, Regie: Thorleifur Orn Arnarsson), Haimon in Antigone (Theater Luzern, Spielzeit 2014/15, Regie: Wojtek Klemm), Marat in Marat/Sade (Theater Luzern, Spielzeit 2014/15, Regie: Bettina Bruinier) und Philippeau in Dantons Tod (Theater Luzern, Premiere: Spielzeit 2015/16, Regie: Andreas Herrmann).
In der Spielzeit 17/18 trat er als Räuberhauptmann Mattis in Ronja Räubertochter am Luzerner Theater auf.
Hans-Caspar Gattiker stand auch in mehreren Kino- und Fernsehproduktionen vor der Kamera. Im Luzerner Tatort Zwischen zwei Welten (April 2014) war er in einer Hauptrolle zu sehen; er verkörperte den impulsiven Daniele Rossi, der nach der Scheidung von seiner Frau immer wieder Streit im Kampf um das Sorgerecht für die gemeinsame Tochter hatte. In der 4. Staffel der Schweizer Serie Der Bestatter gehörte er 2016 in einer durchgehenden Seriennebenrolle als Stipe Ivanovic zur Staffelbesetzung. In dem Schweizer TV-Drama Zwiespalt (2017) spielte er den Kantonspolizisten Florian Hess, der gemeinsam mit seiner Kollegin Linda Berger (Isabelle Barth) illegale Asylanten im Flugzeug ausser Landes bringt.
Im April 2018 war Gattiker in der ARD-Fernsehserie WaPo Bodensee in einer Episodenhauptrolle zu sehen; er verkörperte den leicht verwahrlosten Kfz-Werkstattbesitzer Sepp Romberg, der mit seinem Bruder, einem erfolgreichen Obstbauern, verfeindet ist.
Gattiker lebt in Zürich und Wien.

## Filmografie (Auswahl)
- 2010: Die Party (Kurzfilm)
- 2014: Tatort: Zwischen zwei Welten (Fernsehreihe)
- 2015: Upload (Fernsehfilm)
- 2016: Der Bestatter: Schöner Schein (Fernsehserie, Seriennebenrolle)
- 2017: Zwiespalt (Fernsehfilm)
- 2017: Papa Moll (Kinofilm)
- 2018: WaPo Bodensee: Blutsbrüder (Fernsehserie, eine Folge)
- 2018: Tatort: Die Musik stirbt zuletzt
- 2019: Aus dem Schatten – Eine Zeit der Hoffnung (Fernsehfilm)